# 両シチリア王国の君主一覧
1861年にイタリア王国に併合されるまでの両シチリア王国の君主一覧である。

## 歴史
ジョアシャン・ミュラは1808年のバイヨンヌの勅令で「両シチリア王国」と呼ばれる王国を支配した最初の王だったが、イタリア本土こそ支配したものの、対抗勢力のナポリから逃げて来たためにシチリア島は支配出来なかった。
1815年のウィーン会議の後、1816年にナポリ王フェルディナンド4世により両シチリア王位が採用された。それまでは、フェルディナンドの下で、ナポリ王国とシチリア王国が統合して、フェルディナンドはナポリ王かつシチリア王だった。

## 王の一覧

### シチリア・ブルボン朝
| ポートレート | 紋章 | 名                                  | 治世          | 治世          | 先代との関係                | 王位                                |
| ------------ | ---- | ----------------------------------- | ------------- | ------------- | --------------------------- | ----------------------------------- |
|              |      | フェルディナンド1世 (Ferdinando I)  | 1815年5月22日 | 1825年1月4日  | スペイン王カルロス3世の息子 | 両シチリア王 (Rè delle Due Sicilie) |
|              |      | フランチェスコ1世 (Francesco I)     | 1825年1月4日  | 1830年11月8日 | フェルディナンド1世の息子   | 両シチリア王 (Rè delle Due Sicilie) |
|              |      | フェルディナンド2世 (Ferdinando II) | 1830年11月8日 | 1859年5月22日 | フランチェスコ1世の息子     | 両シチリア王 (Rè delle Due Sicilie) |
|              |      | フランチェスコ2世 (Francesco II)    | 1859年5月22日 | 1861年3月20日 | フェルディナンド2世の息子   | 両シチリア王 (Rè delle Due Sicilie) |